# Anacharis
Anacharis is een geslacht van vliesvleugelige insecten van de familie Figitidae.

## Soorten
- A. eucharoides (Dalman, 1818)
- A. gracilipes Ionescu, 1969
- A. immunis Walker, 1835